# Skolinek
Skolinek – wzgórze (60 m n.p.m.), nad błotkiem Trzcińskim, porośnięty lasem sosnowym, od strony zachodniej stromy; wschodnia i północna łagodnie spada do drogi Ciecholewskiej.